# アストライズ長崎
アストライズ長崎（アストライズながさき、英: Astrais Nagasaki）は、かつてbjリーグ参入を予定していたバスケットボールチームである。長崎県大村市を本拠地とし、2015-16シーズンよりbjリーグに参入する予定であったが、2015年3月に断念した。

## 概要
スポーツによる活性化を志向した大村市が中心となってチームの誘致を行い、2014年9月にbjリーグが参入を許可した。運営会社として長崎スポーツタウンマネジメント株式会社が設立され、代表取締役にアソウ・ヒューマニーセンターの元取締役で、リーフラス出身の桃原祥文、ゼネラルマネージャーには車いすバスケットボール選手の堀江航が就任した。参入決定の記者会見ではチームの運営とともに、スポーツ教室を通した市民の健康増進や、隣県のライジング福岡と連携した活動を行うことが発表された。
その後チームはスポンサー集めに取り組みシーズン開幕に備えていたが、その後bjリーグとNBLが統合し2016年10月の開幕に向けて動き出したことで、参入の是非を再度検討することになる。3部制となる新リーグ（JPBL、のちのB.LEAGUE）の1部に加わるためには5000人を収容できる競技場を確保することが条件とされたが、球団がホームアリーナとして見込んでいたシーハットおおむらはこの条件を満たしておらず、また新リーグではサラリーキャップの廃止が打ち出され、球団はこれにより当初1億5千万程度と見込まれていた運営資金が3倍近くになると試算した。
そのため球団は2015年3月、大村市へbjリーグ参入を断念することを伝え、球団の運営会社はスポーツ教室事業に専念することとなった。bjリーグには代わりに下部リーグであるbjチャレンジリーグに参戦していた広島ライトニングが参入した。
チーム名の「アストライズ」は、ギリシア神話に正義の女神として伝えられるアストライアーと、「上昇」を意味する英単語"Rise"を組み合わせた造語であり、「明日に向けてトライする」という意味も込められている。